# Porphyrinia albida
Porphyrinia albida är en fjärilsart som beskrevs av Philogène Auguste Joseph Duponchel 1842. Porphyrinia albida ingår i släktet Porphyrinia och familjen nattflyn. Inga underarter finns listade i Catalogue of Life.